# Adaptations en jeu vidéo des aventures de Sherlock Holmes

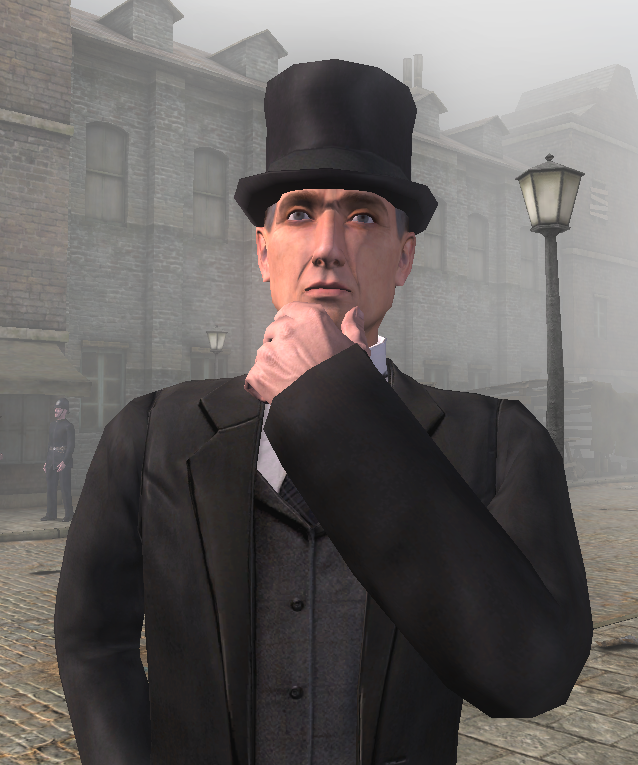
Sherlock Holmes, pensif, tel qu'il est représenté dans les jeux vidéo de Frogwares depuis 2006.

Cette page recense différentes adaptations en jeu vidéo des aventures de Sherlock Holmes, celui-ci étant un détective privé imaginaire créé par Sir Arthur Conan Doyle. Ces jeux vidéo sont rarement des adaptations d'aventures écrites par Conan Doyle (à l'exception du roman Le Chien des Baskerville). La quasi-totalité des jeux recensés reprennent en effet les personnages principaux du « canon holmésien » autour d'un nouveau scénario, n'ayant pas été imaginé par Conan Doyle.

## Fictions interactives
Les premiers jeux vidéo inspirés de l'univers de Sherlock Holmes sont des aventures textuelles (fictions interactives) en anglais ou plus rarement en japonais (non traduites en français).
- 1984 : Sherlock (Melbourne House, sorti sur ZX Spectrum et Commodore 64)
- 1985 : Sherlock Holmes: Another Bow (Bantam Imagic, sorti sous DOS, Apple II, Commodore 64 et Macintosh)
- 1986 : Sherlock Holmes: The Vatican Cameos (Ellicott Creek Software, sorti sous DOS et Apple II)
- 1987 : Sherlock: The Riddle of the Crown Jewels (Infocom, sorti sous DOS, Amiga, Apple II, Atari ST, Commodore 64 et Macintosh)
- 1987 : Young Sherlock: The Legacy of Doyle (Pack-In-Video, sorti sur MSX)
- 1988 : Sherlock Holmes: A Matter of Evil (Creative Juices, sorti sur ZX Spectrum)
- 1988 : Sherlock Holmes: The Case of the Beheaded Smuggler[1] (Zenobi Software & Mental Images, sorti sur ZX Spectrum)
- 1990 : Sherlock Holmes: The Lamberley Mystery[2] (Zenobi Software, sorti sur ZX Spectrum)
- 1991 : The Hound of the Baskervilles[3] (On-Line & Solid State Systems, sorti sur Amiga CDTV et porté sous DOS en 1993)

The Hound of the Baskervilles n'est pas le même type de fiction interactive que les jeux précédents : il s'agit ici d'une adaptation du roman Le Chien des Baskerville sans véritable élément de jeu : le joueur peut simplement lire des extraits du roman (en anglais) accompagnés d'images illustrant certaines scènes. Une voix préenregistrée du Docteur Watson peut aussi lire les extraits du roman.

## Adaptations inspirées de jeux de société
Les jeux vidéo inspirés de jeux de société faisant intervenir des personnages de l'univers de Sherlock Holmes sont des jeux de réflexion et de logique qui n'utilisent que ces personnages de manière figurative : ces jeux ne disposent pas de scénario à proprement parler.
- 1986 : 221B Baker Street, inspiré du Cluedo (IntelliCreations, Inc. & Pacific Softech Inc., sorti sous DOS, Apple II, Atari 8-bit, Atari ST et Commodore 64)
- 1996 : PC-Sherlock: A Game of Logic & Deduction, inspiré du Mastermind[5] (Yestersoft, sorti sous DOS)

## Série «Consulting Detective»
La série Sherlock Holmes: Consulting Detective est une série de jeux d'aventure développée de 1991 à 1993 par ICOM Simulations, composée de 3 volumes (non traduits en français) :
- 1991 : Sherlock Holmes: Consulting Detective Volume I
- 1992 : Sherlock Holmes: Consulting Detective Volume II
- 1993 : Sherlock Holmes: Consulting Detective Volume III

## Série «The Lost Files of Sherlock Holmes»
La série The Lost Files of Sherlock Holmes est une série de jeux d'aventure développée par Mythos Software et composée de 2 volumes (dont le deuxième a été traduit en français) :
- 1992 : The Case of the Serrated Scalpel
- 1996 : L'Affaire de la rose tatouée

## Série de Frogwares

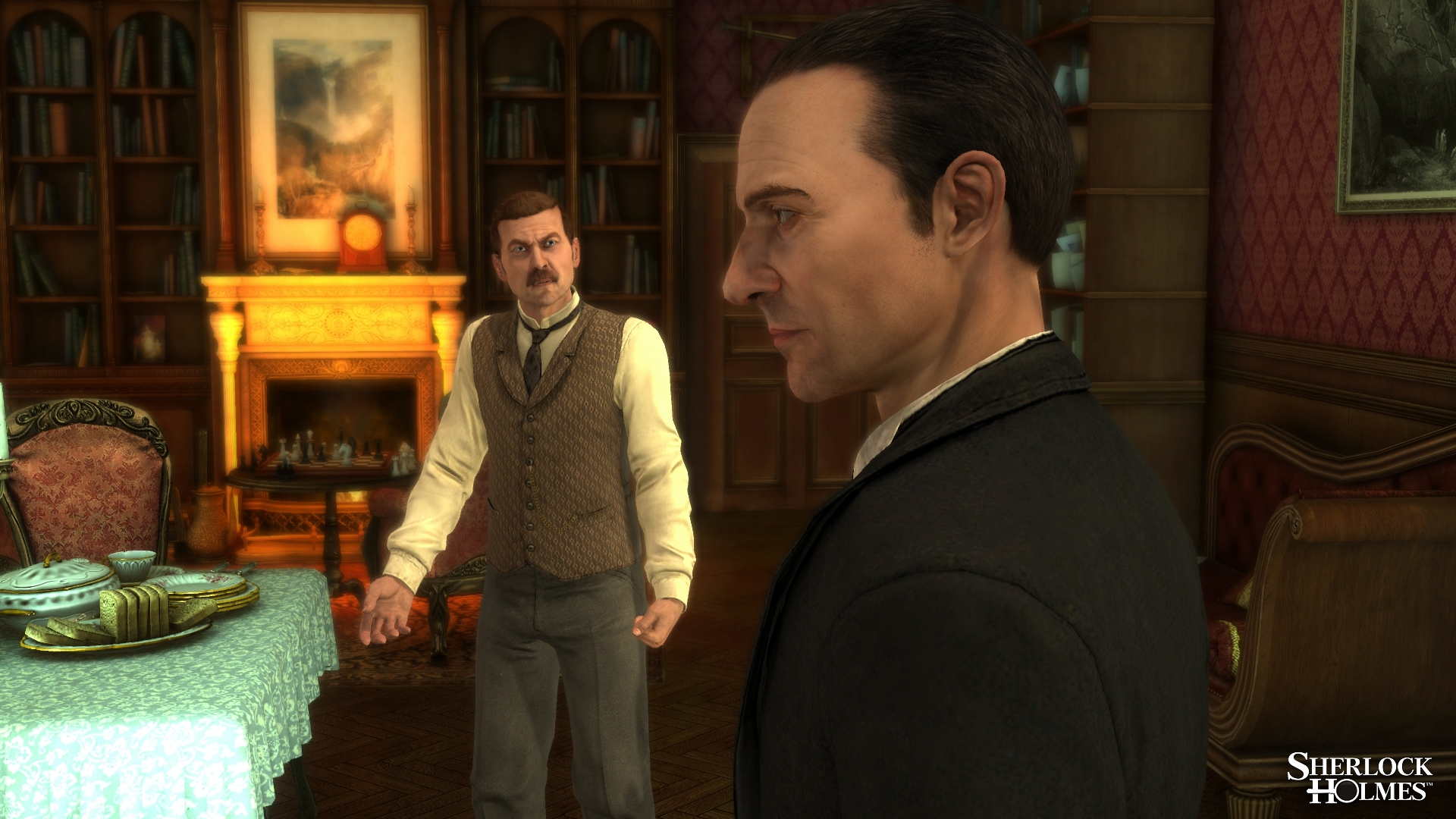
Holmes et Watson dans Le Testament de Sherlock Holmes (Frogwares, 2012).

Depuis 2002, le studio de développement Frogwares développe la série des aventures de Sherlock Holmes (les jeux d'aventure sont à distinguer des jeux « casual »).
Jeux d'aventure
- 2002 : Le Mystère de la momie (sorti sur PC puis porté sur Nintendo DS)
- 2004 : La Boucle d'argent (sorti sur PC puis porté sur Wii)
- 2006 : La Nuit des Sacrifiés (sorti sur PC, remasterisé en 2008)
- 2007 : Sherlock Holmes contre Arsène Lupin (sorti sur PC, remasterisé en 2010)
- 2009 : Sherlock Holmes contre Jack l'Éventreur (sorti sur Xbox 360 et PC)
- 2012 : Le Testament de Sherlock Holmes (sorti sur Xbox 360, PlayStation 3 et PC)
- 2014 : Sherlock Holmes : Crimes et châtiments (sorti sur Xbox One, Xbox 360, PlayStation 4, PlayStation 3, PC et Nintendo Switch)
- 2016 : Sherlock Holmes : The Devil’s Daughter (sorti sur Xbox One, PlayStation 4 et PC)
- 2021 : Sherlock Holmes : Chapter One (sorti sur Xbox Series X, PlayStation 5, PC et PlayStation 4)
- 2023 : Sherlock Holmes : The Awakened (Remake) (sorti sur Xbox Series X/S, PlayStation 5, PC, Xbox One, PlayStation 4 et Nintendo Switch)

Jeux casual
- 2008 : Sherlock Holmes : Le Mystère du tapis persan (sorti sur PC)
- 2009 : Sherlock Holmes : Le Secret de la Reine (sorti sur Nintendo DS)
- 2010 : Sherlock Holmes : Le Chien des Baskerville (sorti sur PC)
- 2012 : Sherlock Holmes et le Mystère de la ville de glace (sorti sur Nintendo 3DS)

## Jeux pour enfants
- 2007 : Cerebral Sherlock : Les enquêtes cérébrales de Sherlock Holmes[6] (sorti sous Microsoft Windows)

Il s'agit d'un jeu de logique d'un style « dessin animé », où le jeune joueur incarne le Docteur Watson et doit utiliser une machine à remonter dans le temps pour retrouver un malfaiteur. Les énigmes sont adaptées pour des enfants de 7 à 10 ans. Le jeu se décompose en mini-jeux prenant place à des époques différentes, telles l'époque de la Conquête de l'Ouest ou l'Antiquité.

## Casual games
À l'instar des jeux « casual » de Frogwares, d'autres jeux de type « casual » en point & click sont sortis.
- 2008 : Les Affaires Perdues de Sherlock Holmes (sorti sous Microsoft Windows et Mac OS)

Le joueur doit résoudre différentes affaires indépendantes les unes des autres (il y en a 16 en tout), en fouillant de nombreux décors en 2D dans le but d'y découvrir des indices pour les différentes affaires d’espionnage, de vol, et de meurtre proposées.
- 2010 : Les affaires perdues du 221B Baker Street (sorti sous Microsoft Windows)

Suite du jeu Les Affaires Perdues de Sherlock Holmes, employant le même système de jeu.